# Temporada 1984-85 de los Houston Rockets
La temporada 1984-85 fue la decimocuarta de los Houston Rockets en su nueva localización de Texas, y la decimoctava en la NBA, tras haber jugado las cuatro primeras en San Diego (California). La temporada regular acabó con 48 victorias y 34 derrotas, ocupando el tercer  puesto de la conferencia Oeste, clasificándose para los playoffs, en los que cayeron en primera ronda ante los Utah Jazz.

## Elecciones en elDraft
| Ronda | Puesto | Jugador        | Posición  | Nacionalidad   | Universidad |
| ----- | ------ | -------------- | --------- | -------------- | ----------- |
| 1     | 1      | Akeem Olajuwon | Pívot     | Nigeria        | Houston     |
| 3     | 51     | Jim Petersen   | Ala-Pívot | Estados Unidos | Minnesota   |

## Temporada regular
| División Atlántico  | División Atlántico | División Atlántico | División Atlántico | División Atlántico | División Atlántico | División Atlántico | División Atlántico | División Atlántico |
| Equipo              | G                  | P                  | %                  | PD                 | Casa               | Fuera              | Div                |                    |
| ------------------- | ------------------ | ------------------ | ------------------ | ------------------ | ------------------ | ------------------ | ------------------ | ------------------ |
| y-Denver Nuggets    | 52                 | 30                 | .634               | –                  | 34–7               | 18–23              | 17–13              |                    |
| x-Houston Rockets   | 48                 | 34                 | .585               | 4                  | 29–12              | 19–22              | 20–10              |                    |
| x-Dallas Mavericks  | 44                 | 38                 | .537               | 8                  | 24–17              | 20–21              | 14–16              |                    |
| x-Utah Jazz         | 41                 | 41                 | .500               | 11                 | 26–15              | 15–26              | 19–11              |                    |
| x-San Antonio Spurs | 41                 | 41                 | .500               | 11                 | 30–11              | 11–30              | 12–18              |                    |
| Kansas City Kings   | 31                 | 51                 | .378               | 21                 | 23–18              | 8–33               | 8–22               |                    |

## Playoffs

### Primera ronda
Houston Rockets vs. Utah Jazz 
| Fecha       | Partido                            | Ciudad         |
| ----------- | ---------------------------------- | -------------- |
| 19 de abril | Houston Rockets 101, Utah Jazz 115 | Houston        |
| 21 de abril | Houston Rockets 122, Utah Jazz 96  | Houston        |
| 24 de abril | Utah Jazz 112, Houston Rockets 104 | Salt Lake City |
| 26 de abril | Utah Jazz 94, Houston Rockets 96   | Salt Lake City |
| 28 de abril | Houston Rockets 97, Utah Jazz 104  | Houston        |
|             | Utah Jazz gana las series 3-2      |                |

## Estadísticas
| Rk | Jugador          | Edad | P  | PT | MP   | TC  | TCI  | %TC  | T3  | T3I | %T3  | TL  | TLI | %TL  | RO  | RD  | RT   | AS  | RB  | TAP | BP  | FP  | PTS  |
| -- | ---------------- | ---- | -- | -- | ---- | --- | ---- | ---- | --- | --- | ---- | --- | --- | ---- | --- | --- | ---- | --- | --- | --- | --- | --- | ---- |
| 1  | Ralph Sampson    | 24   | 82 | 82 | 37.6 | 9.2 | 18.3 | .502 | 0.0 | 0.1 | .000 | 3.7 | 5.5 | .676 | 2.8 | 7.6 | 10.4 | 2.7 | 1.0 | 2.0 | 4.0 | 3.7 | 22.1 |
| 2  | Rodney McCray    | 23   | 82 | 82 | 36.6 | 5.8 | 10.9 | .535 | 0.0 | 0.1 | .000 | 2.8 | 3.8 | .738 | 2.5 | 4.1 | 6.6  | 4.3 | 1.1 | 0.9 | 2.2 | 2.6 | 14.4 |
| 3  | Hakeem Olajuwon  | 22   | 82 | 82 | 35.5 | 8.3 | 15.3 | .538 | 0.0 | 0.0 |      | 4.1 | 6.7 | .613 | 5.4 | 6.5 | 11.9 | 1.4 | 1.2 | 2.7 | 2.9 | 4.2 | 20.6 |
| 4  | Lewis Lloyd      | 25   | 82 | 58 | 26.0 | 5.6 | 10.6 | .526 | 0.0 | 0.1 | .250 | 2.0 | 2.7 | .732 | 1.2 | 1.6 | 2.8  | 3.4 | 0.9 | 0.3 | 2.2 | 2.4 | 13.1 |
| 5  | John Lucas       | 31   | 47 | 21 | 24.6 | 4.4 | 9.5  | .462 | 0.4 | 1.4 | .318 | 2.2 | 2.7 | .798 | 0.4 | 1.4 | 1.8  | 6.8 | 1.3 | 0.0 | 2.2 | 1.7 | 11.4 |
| 6  | Lionel Hollins   | 31   | 80 | 60 | 24.4 | 3.1 | 6.8  | .461 | 0.0 | 0.2 | .231 | 1.4 | 1.7 | .794 | 0.4 | 1.8 | 2.2  | 5.2 | 1.0 | 0.1 | 2.1 | 2.3 | 7.6  |
| 7  | Robert Reid      | 29   | 82 | 0  | 21.5 | 3.8 | 7.9  | .481 | 0.0 | 0.2 | .063 | 1.1 | 1.5 | .698 | 1.0 | 2.3 | 3.3  | 2.1 | 0.6 | 0.3 | 1.2 | 2.4 | 8.7  |
| 8  | Mitchell Wiggins | 25   | 82 | 24 | 19.2 | 3.9 | 8.0  | .484 | 0.1 | 0.3 | .261 | 1.2 | 1.6 | .733 | 1.3 | 1.5 | 2.9  | 1.5 | 1.0 | 0.2 | 1.1 | 2.4 | 9.0  |
| 9  | Allen Leavell    | 27   | 42 | 0  | 12.8 | 2.1 | 5.0  | .421 | 0.2 | 0.9 | .216 | 1.0 | 1.4 | .772 | 0.2 | 0.7 | 0.9  | 2.4 | 0.5 | 0.1 | 1.2 | 1.5 | 5.4  |
| 10 | Jim Petersen     | 22   | 60 | 0  | 11.9 | 1.2 | 2.4  | .486 | 0.0 | 0.0 |      | 0.8 | 1.1 | .758 | 0.7 | 1.7 | 2.5  | 0.5 | 0.2 | 0.5 | 1.2 | 2.1 | 3.2  |
| 11 | Phil Ford        | 28   | 25 | 1  | 11.6 | 0.6 | 1.9  | .298 | 0.0 | 0.2 | .000 | 0.6 | 0.7 | .889 | 0.1 | 1.0 | 1.1  | 2.4 | 0.2 | 0.0 | 0.7 | 1.3 | 1.8  |
| 12 | Larry Micheaux   | 24   | 39 | 0  | 10.1 | 1.9 | 3.1  | .607 | 0.0 | 0.1 | .000 | 0.4 | 0.7 | .654 | 1.1 | 1.4 | 2.5  | 0.4 | 0.3 | 0.4 | 0.7 | 1.3 | 4.2  |
| 13 | Craig Ehlo       | 23   | 45 | 0  | 4.2  | 0.8 | 1.5  | .493 | 0.0 | 0.1 | .000 | 0.4 | 0.7 | .633 | 0.2 | 0.4 | 0.6  | 0.6 | 0.2 | 0.1 | 0.5 | 0.6 | 1.9  |
| 14 | Hank McDowell    | 25   | 34 | 0  | 3.9  | 0.6 | 1.2  | .476 | 0.0 | 0.0 | .000 | 0.2 | 0.3 | .700 | 0.2 | 0.4 | 0.6  | 0.3 | 0.1 | 0.1 | 0.2 | 0.6 | 1.4  |

## Galardones y récords
| Jugador        | Galardón                                                                            |
| Akeem Olajuwon | 2.º Mejor quinteto defensivo de la NBA Mejor quinteto de rookies de la NBA All-Star |
| Ralph Sampson  | 2.º Mejor quinteto de la NBA MVP del All-Star Game de la NBA All-Star               |